# Lygosoma pembanum
Espèce
Synonymes
- Riopa pembanum (Boettger, 1913)

Lygosoma pembanum est une espèce de sauriens de la famille des Scincidae.

## Répartition
Cette espèce se rencontre sur l'île de Pemba en Tanzanie ainsi que dans les régions côtières du Kenya, où elle aurait été introduite.

## Étymologie
Cette espèce est nommée en référence au lieu de sa découverte : l'île de Pemba.

## Publication originale
- Boettger, 1913 : Reptilien und Amphibien von Madagascar, den Inseln und dem Festland Ostafrikas. in Voeltzkow, Reise in Ost-Afrika in den Jahren 1903-1905 mit Mitteln der Hermann und Elise geb. Heckmann-Wentzel-Stiftung. Wissenschaftliche Ergebnisse. Systematischen Arbeiten. vol. 3, no 4, p. 269-376 (texte intégral).